# Новаке (Польчане)
Новаке (словен. Novake) — поселення в общині Польчане, Подравський регіон‎, Словенія.